# Not Even the Trees
Not Even the Trees (conocida en Grecia como To modelo) es una película de drama de 1998, dirigida por Nacho Arenas, que a su vez la escribió y protagonizada por Ryan Alosio, A.J. Benza y Nicole Brier. 
El filme es una producción estadounidense, realizado por Seagal/Nasso Productions. La película fue estrenada el 12 de enero de 1998.

## Sinopsis
Una modelo (Nicole Brier) está inmersa en las drogas, y solamente su amigo de confianza y examante (Ryan Alosio) puede transformar su presente.